# Марсель Артелеса
Марсель Артелеса (фр. Marcel Artélésa, нар. 2 липня 1938, Пон-Сент-Марі — 23 вересня 2016, Мерже) — французький футболіст, що грав на позиції захисника. Виступав, зокрема, за клуб «Монако», а також національну збірну Франції. Чемпіон Франції, володар Кубка Франції та Суперкубка Франції.

## Клубна кар'єра
У дорослому футболі дебютував 1957 року виступами за команду клубу «Труа», в якій провів чотири сезони, взявши участь у 95 матчах чемпіонату.
Своєю грою за цю команду привернув увагу представників тренерського штабу клубу «Монако», до складу якого приєднався 1961 року. Відіграв за команду з Монако наступні п'ять сезонів своєї ігрової кар'єри. Більшість часу, проведеного у складі «Монако», був основним гравцем захисту команди.
Згодом з 1966 по 1970 рік грав у складі команд клубів «Марсель», «Ніцца» та «Парі-Ньоїллі».
Завершив професійну ігрову кар'єру у клубі «Труа», у складі її свого часу й розпочинав. Прийшов до команди 1970 року, захищав її кольори до припинення виступів на професійному рівні у 1973.

## Виступи за збірну
1963 року дебютував в офіційних матчах у складі національної збірної Франції. Протягом кар'єри у національній команді, яка тривала 4 роки, провів у формі головної команди країни 21 матч, забивши 1 гол.
У складі збірної був учасником чемпіонату світу 1966 року в Англії, на якому був капітаном французької національної команди.

## Титули і досягнення

### Командні
- Чемпіон Франції (1):

«Монако»: 1962–1963
- Володар Кубка Франції (1):

«Монако»: 1962–1963
- Володар Суперкубка Франції (1):

«Монако»: 1961

### Особисті
- Французький футболіст року (1):

1964